# Palazzo Cornaro
Palazzo Cornaro (noto anche come Palazzo Cornaro-Pamphili o Palazzo della Stamperia) è un palazzo storico di Roma, sito in via della Stamperia, nel rione Trevi.
È sede del Dipartimento per gli affari regionali e le autonomie della Presidenza del Consiglio dei ministri.

## Storia

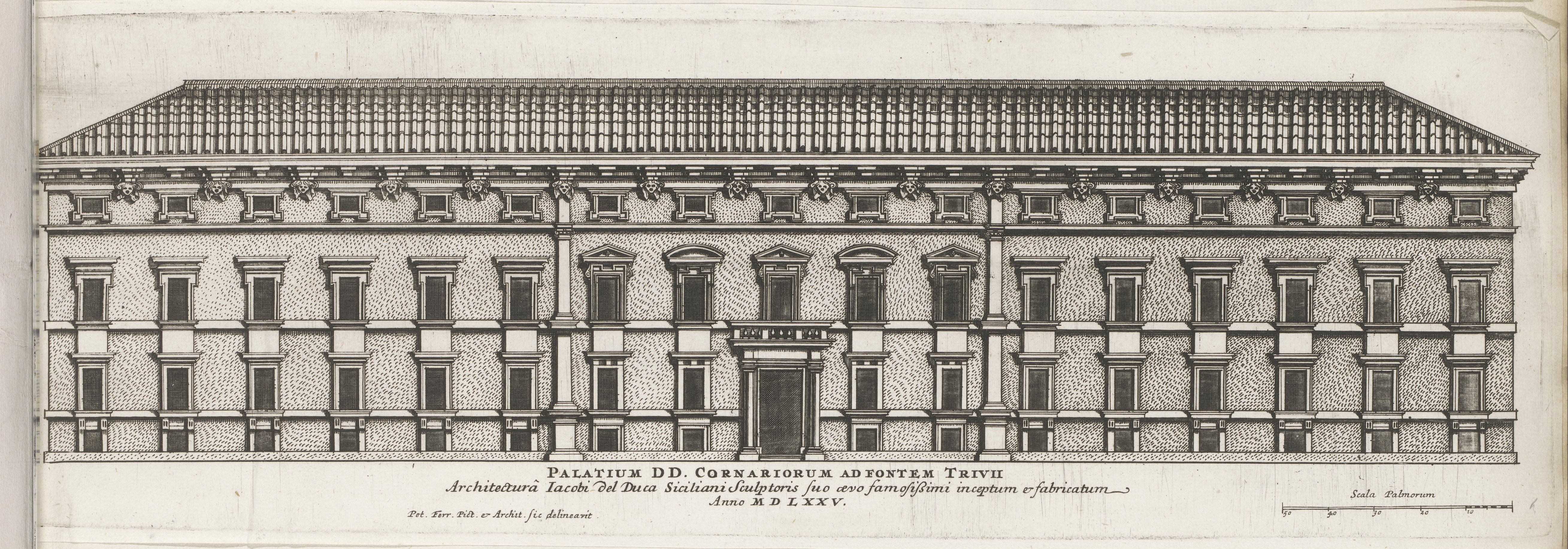
Illustrazione seicentesca con il prospetto del palazzo su via della Stamperia

Il palazzo posa sui resti dell'antico acquedotto romano dell'Aqua Virgo. La sua costruzione si deve al cardinale veneziano Luigi Cornaro, figura di spicco nella Corte pontificia, che nel 1579 acquistò da Massimo e Gabriele Zabrera una casa sita presso la chiesa di Santa Maria dei Crociferi. Nel 1582 seguì l'acquisto di un edificio adiacente, proprietà di Giovanni Giorgio Cesarini; a questo punto, il cardinale richiese l'intervento dell'architetto siciliano Giacomo Del Duca, allievo di Michelangelo. Il palazzo rappresenta un importante segno di maturazione artistica nell'opera di Del Duca, proponendo un'architettura più popolare rispetto alle personalizzazioni tipiche del secolo che si chiudeva. Opere come palazzo Cornaro rappresentano un chiaro esempio del rinnovamento delle cadenze formali nella Roma post-tridentina.
Fino al 1628 il palazzo rimase residenza dei Cornaro, senza subire modifiche; in seguito venne concesso in affitto a illustri personalità ecclesiastiche, come il cardinale Desiderio Scaglia. Nel 1647 Francesco Cornaro lo vendette a donna Olimpia Pamphili, la cui famiglia mantenne la proprietà fino al 1777. In questo lasso di tempo il palazzo, come del resto tutta la zona, subì grandi modifiche e divenne una dimora sempre più prestigiosa, anche grazie all'unificazione con i palazzi attigui, fino ad arrivare a piazza di Trevi. Nel 1777 Andrea Doria Pamphili cedette parte del palazzo alla Camera Apostolica per interessamento di Pio VI, che vi collocò la Stamperia camerale: in particolare, fu ceduta l'ala verso la fontana di Trevi e metà del palazzo cinquecentesco. La parte restante fu invece concessa in enfiteusi a privati a partire dal 1780. Nel 1834 Giuseppe Valadier ampliò la sede della Stamperia, costruendo il corpo di fabbrica che è attiguo a palazzo Cornaro.
Ulteriori trasformazioni si ebbero a partire dal 1871, quando Roma divenne la capitale del Regno d'Italia: in luogo della stamperia pontificia, nell'edificio fu collocato il Ministero dell'agricoltura, dell'industria e del commercio. Negli anni successivi furono eseguiti numerosi lavori di adeguamento alle nuove esigenze, specialmente con l'ampliamento della cubatura utile; fu edificato un piano aggiuntivo e furono creati nuovi volumi all'interno dei cortili. Nei primi anni del '900 viene creata una nuova facciata d'angolo, utilizzando gli stessi princìpi architettonici pensati da Del Duca. Dal 1926 in poi fu sede del Ministero delle corporazioni, il quale nel 1932 fu trasferito a Palazzo Piacentini in via Veneto. Nel dopoguerra Palazzo Cornaro accolse alcuni uffici del Ministero del tesoro, mentre oggi è sede del Dipartimento per gli affari regionali e le autonomie della Presidenza del Consiglio.

## Attività
In quanto sede del Dipartimento per gli affari regionali e le autonomie, il palazzo ospita attività di genere amministrativo. Vi lavorano circa 200 persone.
La sala riunioni del piano nobile ospita i lavori delle Commissioni Paritetiche istituite dal Dipartimento e della Conferenza Stato-Regioni.